# Gymnomuraena zebra

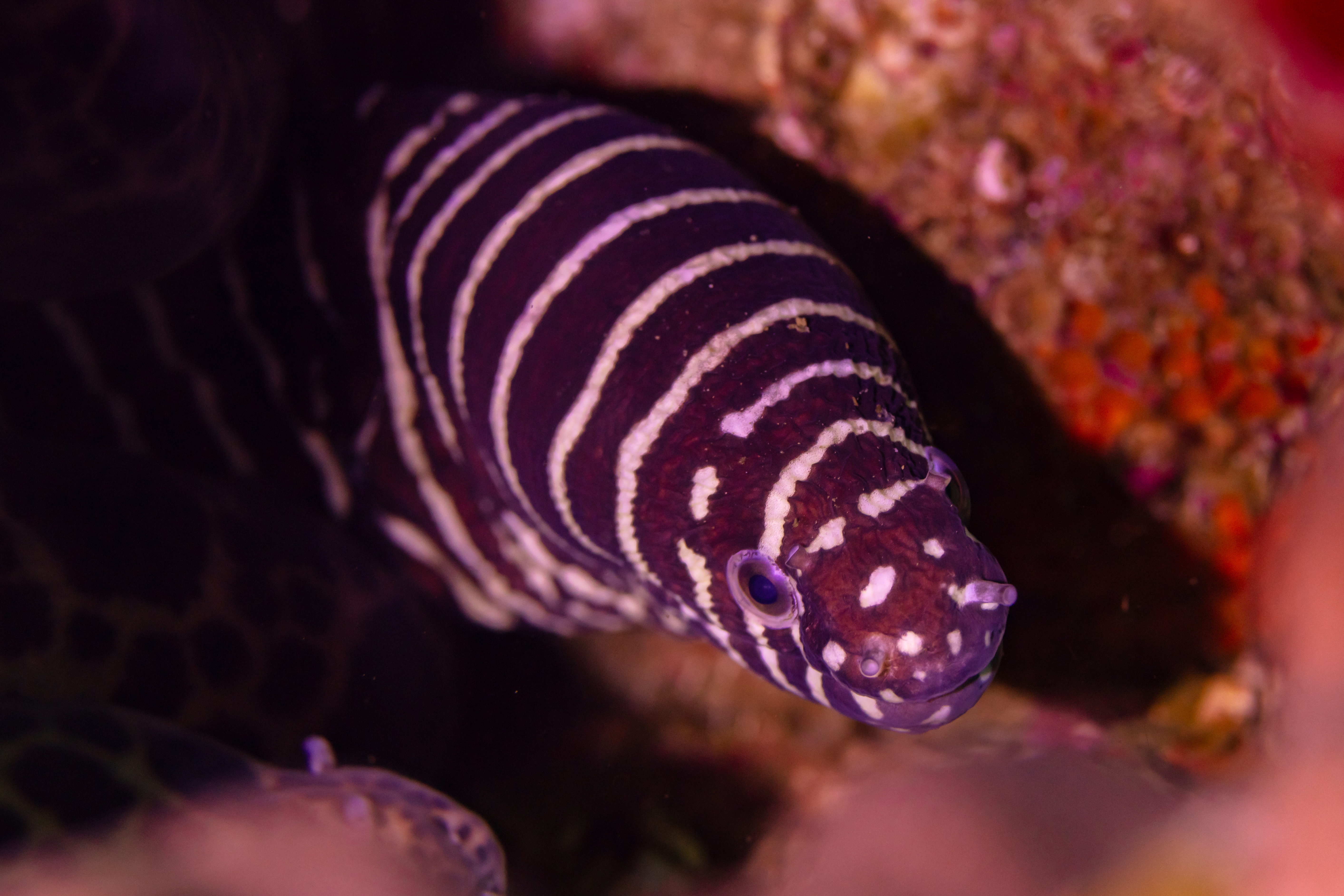
Detalle de la cabeza.

La morena cebra (Gymnomuraena zebra) es una especie de pez de la familia de los morénidas en el orden de los Anguilliformes.

## Morfología
Los machos pueden llegar a alcanzar los 150 cm de longitud total.

## Distribución geográfica
Se encuentra desde el Mar Rojo y el África Oriental hasta las Islas de la Sociedad, Islas Ryukyu, las Hawái y la Gran Barrera de Coral. También desde la Península de Baja California (México) y Guatemala hasta el norte de Colombia, incluyendo las Islas Galápagos.